# Michael Forever: The Tribute Concert
Michael Forever – The Tribute Concert foi um concerto realizado em 8 de Outubro de 2011 no Millennium Stadium em Cardiff capital do País de Gales. O concerto será realizado pela Global Live Events e apresentado por Jamie Foxx e Fearne Cotton.
O concerto é dedicado ao cantor Michael Jackson -que veio a falecer no dia 25 de Junho de 2009- pelos seus 40 anos de carreira. Os lucro arrecadado pelo concerto será doado a fundação "Aids Project Los Angeles" e outras duas instituições de caridades.

## Antecedentes
Em nota oficial, a mãe de Michael, Katherine Jackson que é uma das produtoras do concerto se pronunciou sobre:
| “ | Michael deu a sua vida inteira para o mundo através de seu amor, sua música e sua devoção, a cura do planeta. Tenho certeza que este evento será um evento suficientemente grande em talento, e imaginação para formar uma celebração digna de vida de Michael | ” |

Os primeiros rumores apontavam performances de 3T, Alien Ant Farm, Cee Lo Green, Christina Aguilera, Craig David, os irmãos de Michael, JLS, Kiss, Leona Lewis, Smokey Robinson. Logo após a Global Live Events afirmou que o convite para a bandaKiss tocar no evento foi reincidido. Adicionalmente foram anunciadas Gladys Knight, Jennifer Hudson, Pixie Lott, Ne-Yo e uma performance em vídeo de Beyoncé. Havia-se confirmado que o grupo Black Eyed Peas cantaria no evento, mas foi cancelado sem esclarecimento posteriormente.
Parte da família Jackson não apoiam o concerto publicamente o concerto, especificamente, Randy Jackson, Jermaine Jackson e Janet Jackson, além deles, o fã clube oficial de Michael Jackson e outros executivos, acham que o concerto vão desviar a atenção do julgamento de Dr. Conrad Murray, acusado pela morte de Michael. Randy e Jermaine se pronunciaram oficialmente em nota, sobre o evento:
| “ | Nós apoiamos sem reservas o espírito de uma homenagem que honra nosso irmão, mas achamos impossível apoiar um evento que deverá ter lugar durante o julgamento criminal em torno da morte de Michael. Como todos sabem, esse processo começa 20 de setembro, e este concerto será em Cardiff, País de Gales, em 08 de outubro. Dito isso, nós sentimos que é inadequado para nos envolver com um evento tão inoportuno feito pela Global Live. Além disso, a decisão de prosseguir com este concerto desrespeita as opiniões e desejos expressos nos termos mais fortes com a Global Live durante as conversas em abril, quando esse evento foi apresentado para a maioria da família como uma ideia já está em seus estágios avançados. Devemos esperar o tempo adequado para uma homenagem maravilhosa e que Michael merece. Mas sentimos que o tributo mais importante que podemos dar ao nosso irmão neste momento é buscar a justiça em seu nome. | ” |

## Transmissões e bilhetes
O concerto será transmitido pela rede social Facebook, por Pay-Per-View. Os usuários podem comprar o acesso à transmissão  por 40 créditos do Facebook, antes da data do show e por 50 créditos no dia do show. O show poderá ser transmitido em 2D e  3D para o mundo todo.
A vendagem de bilhetes acontecem no site oficial do evento, pela HMV Tickets e pela Ticketmaster. A produção do evento realizou promoções de perguntas e respostas, que valiam ingressos VIPs para o show.